# تپه قلعه رز
 قلعه بالقیز مربوط به دوره اشکانیان - دوره ساسانیان - سده‌های میانه دوران‌های تاریخی پس از اسلام است و در شهرستان ماهنشان، بخش مرکزی، دهستان ماهنشان، ۱۵۰۰ متری شمال شرق روستای سیدلر واقع شده و این اثر در تاریخ ۱۵ دی ۱۳۸۷ با شمارهٔ ثبت ۲۴۰۶۰ به‌عنوان یکی از آثار ملی ایران به ثبت رسیده است .